# Каору (музикант)
Каору (яп. 薫, Kaoru) (нар. 17 лютого 1974, Хіого, Осака) — японський гітарист, композитор і продюсер. Найбільш відомий як лідер і один з гітаристів Visual Kei-метал групи Dir en Grey. Він був із групою з моменту її створення в 1997 році і раніше був у «La: Sadie's». Більшість пісень Dir en Grey (принаймні до Vulgar, в якому окремі кредити на музику були зняті) склав саме він. Його внесок відображає неабияку кількість різноманітних, починаючи від повільної балади, такої як «Zakuro» в оптимістичні ноти, як в «Jessica». Він виконує багато соло для колективу, і це сильно розрізняється за почуттям і темпом, схожим на його композиції. Каору цитує Hide, як того, хто здійснив на нього найбільший вплив і саме тому він грає на гітарі, кажучи: «Якби я не знав його, я не був би, хто я сьогодні».

## Біографія
Про життя Каору відомо не дуже багато, а те що відомо не містить ніяких шокуючих або дивовижних фактів. З дитинства він пам'ятає мало. А в школі за його словами у нього були не найкращі здібності. Хоча хлопчиком він був досить активним. Його улюбленими предметами були спорт і мистецтво, а нелюбимими — все інше.
Цікавий факт: за спогадами Каору, у дворі його школи стояли кам'яні скульптури чоловіка і жінки і ходили чутки, що ночами вони оживали. З цього можна зробити висновок, що Каору був дуже вразливою дитиною і у нього була багата уява.
У віці 17 років Каору вже визначився, що його тягне до сцени. На першому році навчання у вищій школі, Каору захоплюється музикою X-Japan. Це захоплення залишилося з ним надовго: у 1998 році, коли X-Japan давали свій останній концерт перед розпадом, Каору відвідує його й бере автограф у Хідео — свого кумира, а на DVD Dir en Grey 2000 року явно чутно, як у роздягальні Dir en Grey на тлі грає одну з пісень X-Japan. І все ж до 20 років Каору називав себе «нікчемним», пояснюючи це тим, що він жив безцільно.
Він не був присутній на шкільній церемонії «становлення дорослим», тому що підробляв у той час, хоча сам він відмовляється називати це виправданням. Він старанно працював продавцем в магазині такоякі протягом 2-х місяців, а на виручену суму купив собі гітару 'Mocking Bird'. Після цієї роботи відомо, що він підробляв чистильником, продавцем в зоомагазині, в телефонному клубі, пакувальником, на фабриці скла, і охоронцем.
Каору починає грати в групі «CHARM», у 22 роки — в «La: Sadie's», а у 23 роки стає провідним гітаристом і лідером переформувати з «La: Sadies» групою
Dir en Grey.

### Захоплення
З хобі Каору любить аніме і манга, особливо всесвіт «GUNDAM», фігурки якої він колекціонує. Каору захоплюється кінематографом, в списках його улюблених фільмів на 99 рік стояло таке: «LEON», «LOST HIGHWAY», «Betty Blue», «meguriaetara», «Laputa», «Акіра», «minami no daio». У Каору, як і у Кьо величезна колекція музичних CD, що зовсім не дивно, адже Каору не представляє своє життя без музики. Навіть під час перегляду телевізора, він зазвичай включає MTV. Або бокс.

### Особистість
Каору відкритий, але дотримується дистанції. Досить м'який, але це не заважає йому бути жорстким. Він не боїться виглядати смішним. Каору займає в групі невід'ємне місце, особливо так було в інді і локальні періоди, коли група була змушена контролювати свій бюджет і свої дії. Він аналізує і мотивує все, що відбувається в житті групи, і хоч це не означає, що інші члени вносять менший внесок у неї, останнє слово все ж таки залишається за Каору.
Каору, будучи в початківських групах, нітрохи не сумнівався в майбутньому успіху. Наприклад, Тошія розповідав, як його здивувала пригода, що трапилося незадовго до його приходу в групу, коли він побачив як Каору різко відповів якомусь господареві клубу, що група буде знаменита, коли той сказав, що Dir en Grey не зможе реалізуватися.
Ця людина визнає свої страхи: наприклад, непереносимість висоти і американських трилерів. Він звик не рахуватися з ким би то не було, оскільки всі його дії є результатом тривалих і ретельних роздумів. Хоча Каору також не менш імпульсивний. Наприклад, в ранній період на сцені він поводився, підлаштовуючись під власний вигаданий образ, через що здебільшого ніякої динаміки в його рухах тіла не спостерігалося. Але з турне 2002-го він став незвично різко рухатися: бігати, стрибати, скакати і тому подібне.

### Композитор
Понад 50 % всіх пісень Dir en Grey зобов'язані своїм походженням Каору. Як правило, пісні, композитором яких вказується вся група, народжуються так само завдяки йому. На додаток, більшість ідей музичних переворотів групи так само належать йому. Каору — двигун і рушій групи.
Музика Каору може бути і мелодійною, і важкої, а то і те, і інше одночасно. Знаменитий перехід від мелодійно-ліричної частини в дуже важку, що характеризує стан болю і, відчаю, що посилаються групою головним повідомленням, — саме його винахід, оскільки в ранньому періоді подібні музичні штрихи в його творах вже були присутні.
За його словами, натхнення він черпає «В основному з життя — вся інформація, яку я отримую, і всі люди, яких зустрічаю, дійсно допомагають мені і надихають мен.».
Каору не зупиняється на експериментах. Відомо, що він трудоголік і що світло в студії, виходячи останнім, вимикає саме він. Також, він не бачить нічого дивного, в тому, щоб випустити 1 сингл в одній стилістиці, а наступний — у зовсім інший. Все це робить репертуар Dir en Grey багатим джерелом музики навіть для самих вибагливих слухачів.

### Гітарист
Професіоналізм Каору незаперечний. Його навички, його володіння інструментом досягають настільки високого рівня, що дозволяють йому писати музику будь-якої складності і будь-якого жанру. Також, партії Каору найчастіше є основними темами пісень — вони завжди чутні дуже ясно і живо і створюють або остаточно довершують картини пісень.
На виступах він здебільшого поводиться гідно і спокійно, хоча іноді і у нього зриває дах (наприклад на концерті 2003 року, коли Каору кинув інструмент і почав бігати стрімголов по сцені). Коли його руки не зайняті, він любить робити позу, що показує всю групу та виступи: широко розставлені ноги, напівприсівши і розпальцьовкою обох рук. А в цілому, манера виконання Каору, досить спокійна, хоч досить і непередбачувана.

### Музичне обладнання
Каору схвалений лейблом ESP Guitars в Японії, який забезпечує йому більшу частину своїх гітар, кірки, і ременями. У минулому Каору в основному використовував «ESP Custom Shop» гітари від «Ganesa». Він припинив використовувати гітари Ganesa приблизно у 2005 році і перейшов до серії «Viper», в якому він має свою власну користувальницьку модель, D-KV-420. Нещодавно обмеженим тиражем Edwards версія його D-KV увійшла в продаж.
ESP випустила кілька підписаних гітар від Каору в Японії через лінії продукції ESP і Edwards. Художник серії ESP пропонує копії D-KV-420 і Ganesa II. Едвардс пропонує мініатюрну «Ganesa» і Ganesa IV і VIII. За Diezel і по VHT Каору використовує гітарні підсилювачі.

### Гітари
| Марка       | Модель                   | Коментар |
| ----------- | ------------------------ | --- |
| ESP         | Ganesa I                 | Спочатку зроблений з прозорою фіолетовою обробкою на вільхи тіла, яким був покритий коли гітара була відправлена в ESP Custom Shop для ремонту. ESP також відноситься до нього як Ganesa Sabe через його штучно-іржаву металеву обробку. |
| ESP         | Ganesa II                | Має стьобаний верхній клен, який зазвичай використовується для естетичних цілей на інструментах, що був покритий непрозорою чорною фарбою з моменту створення гітари.                                                                    |
| ESP         | Ganesa III               | Має фіолетовий верх клену, і оснащений маршовою системою. |
| ESP         | Ganesa IV                | Така сама, що і Ganesa II, але з усією вільхою тіла замість звичайної стеганої верхньої клена і червоного дерева ззаду. |
| ESP         | Ganesa V                 | Каору зламав кронштейн під час Тур «00 >> 01 Macabre» і гітара була полагоджена в ESP Custom Shop, але не зафарбована. |
| ESP         | Ganesa VI                | Перша Ganesa з функціональним тонким корпусом у пізніших моделях. |
| ESP         | Ganesa VII               | Семиструнна модель Ganesa. Двоє з них були зроблені так, що Каору міг використовувати дві різних семиструнних строїв. |
| ESP         | Ganesa VIII              | Перша гітара Каору, з його гаслом «Japanese Zombie Heroes» намальованим на задній частині шиї, яка потім додається в більшість існуючих Ganesas.                                                                                         |
| ESP         | Ganesa IX                | Мало інформації випущено по цій гітарі. До послуг сріблястий металік, і їх можна побачити в кліпі і тб-продуктивності Dir En Grey, зокрема в «Embryo».                                                                                   |
| ESP         | VP-200                   | Немає інформації |
| ESP         | VP-CTM                   | Зроблена на замовлення для Каору, має стьобаний верхній клен і звичайний прозорий, рожевий і фіолетовий, соняними променями, обробка. |
| ESP         | VP-SL7                   | Має кілька екземплярів в чорному, фіолетовому і зеленому кольорі налаштованих на будь-ADADGBE або A# стандарту. |
| ESP         | VP-Prototypes            | Ранні версії недавньої гітари підписані Каору. Це ті моделі, які слідували більше визначеним органічним звучанням, ніж звичайні Vipers.                                                                                                  |
| ESP         | VP-DKV-420               | Його підписана модель від ESP. |
| ESP         | Horizon Custom           | Має чорну прозору обробку з стеганого верхнього клена. |
| ESP         | Horizon III Kaoru Custom | Прозорий фіолетовий Horizon, клен тіла і шиї. Використовується так само, як інші Horizon. |
| ESP         | MA300 Custom             | MA300 для користування має вільхи тіла, шиї клен, і він використовує звукознімачі EMG. Маршовий був встановлений після роботи на Budokan                                                                                                 |
| ESP         | Throbber                 | Чорного кольору з білим Pick гвардія. Використана для 'Toguro'. |
| Jerry Jones | Baby Sitar               | Sitar використовувався тільки для запису mazohyst of decadence. |
| PRS         | Custom 24                | Має просвічуваний сіро-чорний верх полум'яний клен з тремоло моста. Гітару можна побачити під час виконання «Kodoku ni Shisu, Yueni Kodoku.» і It Withers and Withers на DVD.                                                            |
| Fender      | Jaguar                   | Fender Jaguar використовувався тільки для швидкого запису Gauze. Серійний номер для Jaguar Каору є 187753. |
| Gibson      | Les Paul Standard        | Вони використовувалися тільки для запису Gauze. |
| Gibson      | Flying V                 | Flying V Medallion, один з 350, які існують у всьому світі. Має вишневу обробку з білою накладкою. |

### Доставка та інші аксесуари
- Custom Audio Electronics 3+SE Preamp
- VHT Pitbull Ultra-Lead amplifier
- Bogner Fish Preamp
- Peavey 6505+ [Архівовано 22 лютого 2013 у Archive.is]
- Dunlop Cry Baby wah-wah pedal
- Vox V847A wah-wah pedal
- Ibanez TS-9 Tube Screamer Pedal
- DigiTech Whammy Pedal
- EHX Frequency Analyser
- EHX Deluxe Memory Man
- EHX Micro Synth
- EHX POG
- MXR Flanger
- Boss RV-5 Digital Reverb
- Boss LS-2 Line Selector
- Boss GE-10 EQ
- Seymour Duncan SFX-01 Pick-up Booster
- MoogerFooger MF-101 Low Pass Filter
- EMG 81 on neck and EMG 85 on bridge of Ganesa I, II, and IV
- EMG 81 on bridge and Sustainer Driver EMG SA on neck of Ganesa III
- EMG 81 on bridge and neck on most recent Viper
- EMG 707 pickups on Ganesa VII
- Seymour Duncan SH-1n and SH-4 on all older 6-string Vipers
- Seymour Duncan SH-1n-7 and SH-4-7 on Viper-SL7
- ESP custom-printed picks
- ESP Dir En Grey series guitar strap
- Diezel VH4 amplifiers
- VHT Custom 6x12 Cabinets w/custom Japanese Zombie Heroez grill cloths